# Thailands fotbollsförbund
Thailands fotbollsförbund ordnar med den organiserade fotbollen i Thailand, och bildades den 25 april 1916, och inträdde i Fifa den 23 juni 1925 och AFC 1957.
Förbundet har sedan 2005-2006 utsatts för stor kritik. Bland annat:
- I juni 2005 [1] och oktober 2006 [2]varnades Thailand två gånger av AFC och krav på förbättringar inför asiatiska mästerskapet i fotboll 2007 höjdes.
- Thailändska klubblag ständes av från AFC Champions League för att inte ha meddelat laguppställningar i tid[3]
- Prispengarna i Thai Division 1 League (2006 års säsong) fattades. Säsongens mästare Police UTD, berättade för pressen att man skulle stämma förbundet.
- För att inte ha informerat allmänheten tillräckligt om att det i Thailand skulle spelas matcher som King's Cup, Queen's Cup, Sydostasiatiska mästerskapet 2007 och Asiatiska mästerskapet 2007. Dessutom saknades landslagsinfo på förbundets webbplats.

### Fotnoter
1. ↑  Thailand confirmed as AFC Asian Cup 2007 co-host Arkiverad 15 oktober 2007 hämtat från the Wayback Machine.
2. ↑  Thailand handed 90-day Asian Cup reprieve Arkiverad 17 januari 2010 på WebCite from Guardian Unlimited Football
3. ↑  AFC Champions League på rsssf.com